# Pinkpop

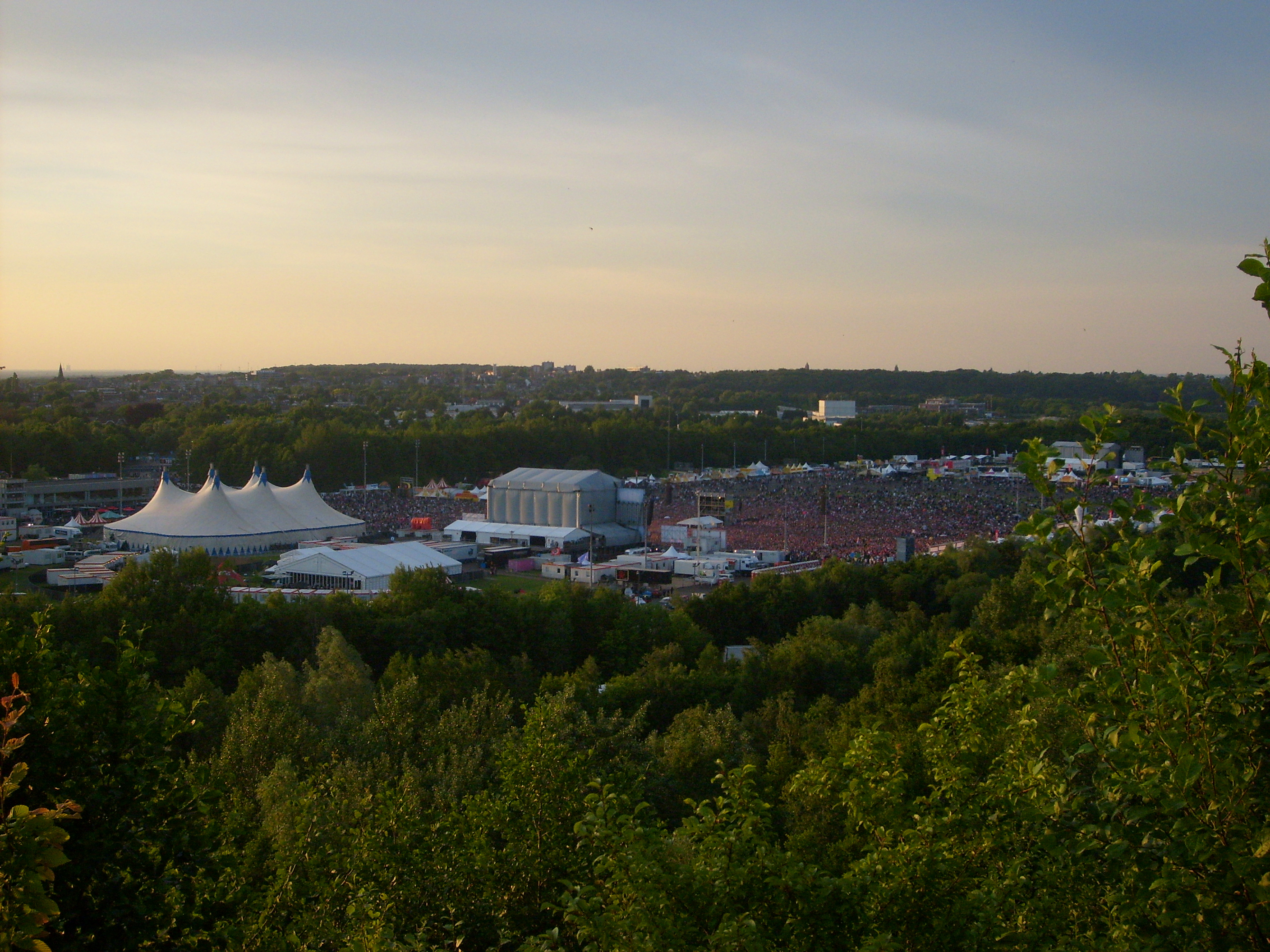
Festiwal w 2009 roku

Pinkpop – coroczny rockowy festiwal muzyczny odbywający się w Landgraaf (Holandia). Obok festiwali w Ruisrock i Glastonbury jeden z najstarszych festiwali muzycznych typu open-air na świecie. Odbywa się co roku w weekend, w który przypada święto Zesłania Ducha Świętego (od nazwy tego święta w języku niderlandzkim Pinksteren pochodzi nazwa festiwalu). W 1970 pierwszy festiwal odbył się w Geelen (obecnie w gminie Sittard-Geleen).
Obecnie festiwal trwa trzy dni, od piątku do niedzieli. Na festiwal przybywa corocznie ok. 60 tys. ludzi. 

## Pinkpop 2008
Festiwal w 2008 odbył się w dniach 30.05–1.06 :
- Zespoły, które wystąpiły to:

Epica, Metallica, Madness, Foo Fighters, Rage Against the Machine, Counting Crows, Queens of the Stone Age, Kaiser Chiefs, Editors, The Verve, Incubus, Flogging Molly, Alter Bridge, Porcupine Tree, Bad Religion, Serj Tankian, The Hives, Cavalera Conspiracy, Groove Armada, Justice, Róisín Murphy, Moke, Racoon, SAT2D, KT Tunstall, Patrick Watson, Gavin DeGraw, Fiction Plane, Kate Nash, The Wombats, Novastar, Pete Murray, Saybia, Animal Alpha, Jonathan Davis, Eagles of Death Metal, Air Traffic, Blood Red Shoes i Pearl Jam. 